# 矢口豊
矢口豊 （やぐちゆたか、1932年11月14日 - ）は、 国際松濤館空手道連盟 （ISKF）山岳州地域のチーフインストラクターおよび会長。 彼は1932年に日本の広島で生まれ、1952年に空手の訓練を始めた。 その後、初段位黒帯は船越義珍師範 、二段位から八段位の黒帯は中山正敏のもとでテストを行った。 1959年日本空手道協会 （JKA）インストラクター養成プログラムの最初の卒業生の一人として、彼はJKA空手の発展と松濤館空手の国際化において重要な役割を果たしてきた。 矢口は1965年6月5日に最初にアメリカに到着し、現在までアメリカ在住。 1974年には山岳州地域の地域本部であるコロラド州のISKFを設立。 

## メディア
本
- キャサリン・ピンチと矢口豊。 （2008年5月）「Mind and Body-Like Bullet」、GreenLight Communications、 ISBN 978-1-57833-400-1 [4]

雑誌記事
- マスターズマガジン 、2008年夏「矢口豊：A Cut Above」（雑誌のカバーストーリーと写真とDVD付きのビデオ）p。   –から29。
- 松濤館空手マガジン 、2005年7月、＃84「矢口先生」（雑誌の表紙と写真）。